# Orthosia atra
Orthosia atra là một loài bướm đêm trong họ Noctuidae.